# Duo de corda núm. 1 (Mozart)
El Duo de corda núm. 1 en sol major, K. 423, és una obra de Wolfgang Amadeus Mozart per a violí i viola escrita l'estiu de 1783. És el primer dels dos duos que Mozart va compondre per a completar la sèrie de sis duets que Michael Haydn havia d'enviar al Príncep-arquebisbe de Salzburg, Hieronymus von Colloredo. La sèrie de sis duos fou presentada com una obra tota de Haydn, i Colloredo fou incapaç de «detectar-hi l'evident treball de Mozart».

## Anàlisi musical
Consta de tres moviments:
1. Allegro, en compàs 4/4.
2. Adagio
3. Rondeau: Allegro, en do major i compàs 3/4.

Tant els duos de Mozart com els de Haydn fan que la viola faci moltes dobles cordes; però el que diferencia els duos de Mozart és que la viola també fa passatges amb intervals de setzena, gairebé en igual proporció al violí. Robbins Landon observa en particular el cas d'aquest duo K. 423, en el qual Mozart mostra tot el coneixement que havia anat desenvolupant al compondre el seu Quartet de corda núm. 14 en sol major, K. 387, en el que el finale estava influït per la Simfonia núm. 23 de Michael Haydn.
Transportant la part de la viola una octava descendent i fent servir la clau de fa, la peça queda completament preparada per a ser interpretada per un violoncel.